# Lord Peter e l'altro
Lord Peter e l'altro (Murder Must Advertise) è un romanzo giallo del 1933 scritto da Dorothy L. Sayers, l'ottavo con protagonista l'investigatore dilettante Lord Peter Wimsey.

## Trama
Nell'agenzia pubblicitaria Pym di Londra l'atmosfera è tesa: il redattore Victor Dean è morto di recente cadendo dalla scala a chiocciola dell'ufficio in quello che sembra essere un incidente. Perché però quando è caduto non ha reagito in alcun modo? Al posto del morto arriva come nuovo redattore l'efficientissimo Death Bredon, che altri non è che...Lord Peter Wimsey! Il titolare dell'agenzia, il signor Pym, gli ha chiesto infatti di indagare sulle circostanze piuttosto sospette di quella morte per porre fine a qualsiasi diceria.
Non ci vorrà molto perché Sua Signoria scopra che quella morte è un omicidio, a cui ne seguirà un altro, e si ritrovi coinvolto addirittura in quello che sembra essere un traffico di stupefacenti...

## Personaggi principali
- Lord Peter Wimsey, aristocratico e detective dilettante
- Ispettore capo Charles Parker, amico di Wimsey e sposato a sua sorella Lady Mary
- Pym, proprietario dell'agenzia di pubblicità Pym
- Tallboy, group manager
- 'Ginger' Joe, fattorino
- Hector Puncheon, giornalista
- Victor Dean, redattore e prima vittima
- Pamela Dean, sorella della vittima
- Dian de Momerie, mondana
- Colonnello Tod Milligan, ambiguo compagno della precedente.

## Edizioni italiane
- Lord Peter e l'altro, traduzione di Elio Mazzoldi, I classici del Giallo Mondadori n. 238, Arnoldo Mondadori Editore, marzo 1976.
- Lord Peter e l'altro, traduzione di Anna Maria Francavilla, I bassotti n. 95, Polillo Editore, 2011.